# Михайлов, Борис Михайлович (ректор)
Борис Михайлович Михайлов (род. 1 июня 1939 года, г. Москва) — доктор технических наук, профессор, ректор Московской государственной академии приборостроения и информатики. Заслуженный деятель науки РФ (1999). Академик РАЕН (1994).

## Биография
Михайлов Борис Михайлович родился 1 июня 1939 года.
- 1956 г. — окончил Сталинградское суворовское военное училище с серебряной медалью.
- 1965 г. — окончил  Московский институт электронного машиностроения (МИЭМ) по специальности “вычислительная техника”.
- 1965-1985 — ассистент, старший преподаватель, доцент, заместитель декана, секретарь парткома, проректор по научной работе МИЭМ;
- 1986-1988 — заведующий отделом науки и учебных заведений МГК КПСС;
- 1988-1989 — председатель московского городского комитета по народному образованию;
- 1989-1996 — начальник главного управления Министерства образования СССР,
  - затем начальник управления Министерства образования РФ;
- С 1996 — Ректор Московской государственной академии приборостроения и информатики.

## Научная и общественная деятельность
- автор более 70 научных публикаций (в том числе 5 монографий и 6 учебных пособий)

## Награды
Награждён орденом «Знак Почета», медалями.

## Личная жизнь
Женат; дочь; увлекается спортом.